# スペンサー・ポンソンビー＝フェイン

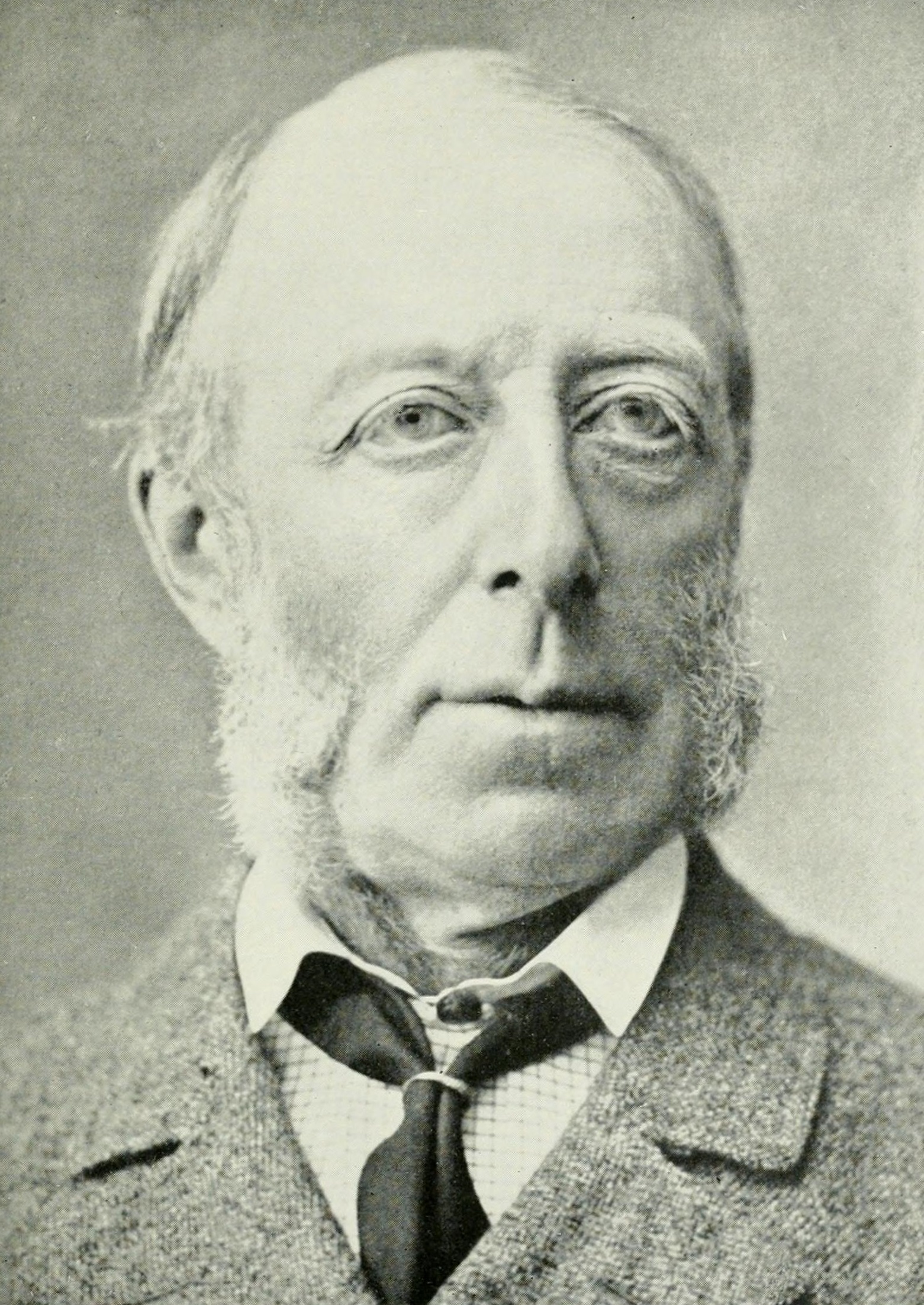
スペンサー・ポンソンビー＝フェイン

スペンサー・セシル・ブラバゾン・ポンソンビー＝フェイン（英: Spencer Cecil Brabazon Ponsonby-Fane GCB ISO PC、1824年3月14日 – 1915年12月1日）は、イギリスの官僚、クリケット選手。

## 生涯
第4代ベスバラ伯爵ジョン・ウィリアム・ポンソンビーと妻マリアの六男として、1824年3月14日に生まれた。
16歳のときに外務省に入省、1846年にアタッシェとしてワシントンD.C.に派遣された。帰国後に外務大臣の第3代パーマストン子爵ヘンリー・ジョン・テンプルの秘書官に任命された。パーマストンに文章力を鍛えるよう言われてそれに従い、パーマストン以降の外務大臣である第2代グランヴィル伯爵、第4代クラレンドン伯爵も引き続きポンソンビーを起用した。ポンソンビーはクリミア戦争の講和会議にも出席した。
秘書官として知識を得たことで、1857年12月8日にLord Chamberlain's Officeの会計検査官に任命され、1901年まで務めた。1901年3月25日に枢密顧問官に任命された後、同年7月23日から1915年までGentleman Usher to the Sword of Stateを、1904年6月24日から1915年までバス上級紋章官を務めた。
クリケット選手である一方、カンタベリー・クリケット・ウィークではアマチュア俳優として演劇に出演することもあり、すぐれた演出と評された。メリルボーン・クリケット・クラブの名誉会計係、イ・ツィンガリの理事を務めたこともあった。
1875年2月に認可状を得て、母の旧姓「フェイン」を姓に加えた。
1872年3月4日、バス勲章コンパニオンを授与された。1884年女王誕生日記念叙勲の一環として、1884年5月24日にバス勲章ナイト・コマンダーを授与された。1897年ヴィクトリア女王在位60年記念叙勲の一環として、1897年6月22日にバス勲章ナイト・グランド・クロスを授与された。1903年7月22日、帝国功労勲章コンパニオンを授与された。
1915年12月1日に死去した。

## 家族
1847年10月7日、ルイーザ・アン・ローズ・リー＝ディロン（Louisa Anne Rose Lee-Dillon、1825年7月21日 – 1902年7月18日、第13代ディロン子爵ヘンリー・ディロン＝リーの娘）と結婚、6男5女をもうけた。
- ジョン・ヘンリー（1848年7月21日 – 1916年9月11日） - 1875年10月14日、フローレンス・ファーカー（Florence Farquhar、1922年4月30日没、ハーヴィー・モートン・ファーカーの娘）と結婚、子供あり[6]
- ジョージ・リチャード（1850年3月6日 – 1871年2月5日[1]）
- ヘレン（1851年7月26日 – 1852年1月17日[1]）
- ロバート・チャールズ（1854年6月6日 – 1909年11月16日） - 1877年7月17日、メアリー・マクラクラン（Mary MacLachlan、1935年没、ジョージ・マクラクランの娘）と結婚、子供あり[16]
- コンスタンス・ルイーザ（1856年3月23日 – 1930年5月4日） - 1881年1月1日、ウィリアム・ロバート・フェリップス（William Robert Phelips、1919年11月23日没）と結婚、子供あり[1][6]
- マーガレット・マリア（1857年11月4日[1] – 1935年12月14日） - 1882年4月17日、アーナルド・ド・グレイ閣下（Hon. Arnald de Grey、1856年9月11日 – 1889年11月15日、第5代ウォルシンガム男爵トマス・ド・グレイ（英語版）の息子）と結婚、子供あり[17]
- クレメンティナ・サラ（1859年7月27日[1] – 1934年9月15日） - 1888年8月9日、初代準男爵サー・エドマンド・タートン（英語版）と結婚、子供あり[18]
- イリナ・ハリエット（1861年11月3日[1] – 1878年9月2日） - 溺死[6]
- シドニー・アレグザンダー（1863年2月26日 – 1940年8月27日） - 1893年6月10日、オードリー・セントオービン（Audrey St. Aubyn、1936年9月11日没、初代セント・レヴァン男爵ジョン・セントオービン（英語版）の娘）と結婚、子供あり[16]
- ヒュー・スペンサー（1865年12月5日 – 1934年5月13日） - 1894年11月8日、アニタ・マクダレーネ・フォイヤーヘアード（Anita Magdalene Feuerheerd、1938年6月11日没、ヘルマン・ロレンツ・フォイヤーヘアードの娘）と結婚、子供あり[16]
- セオバルド・ブラバゾン（1868年9月24日 – 1929年5月14日） - 1892年8月10日、バーサ・エドワーズ（Bertha Edwards、1934年11月25日没、ジョン・エドワーズの娘）と結婚[16]